# Verfassung von Hessen-Homburg
Die Verfassung von Hessen-Homburg von 1850 war die einzige Verfassung der Landgrafschaft Hessen-Homburg. Sie wurde bereits 1852 wieder aufgehoben.

## Geschichte
Entgegen den Bestimmungen der Bundesakte wurde in der Landgrafschaft Hessen-Homburg lange keine Verfassung gewährt. Der Stadtrat der Stadt Homburg richtete auf Initiative von Johann Georg Hamel am 28. Januar 1841 eine Petition an Landgrafen Philipp mit der Bitte um ein provisorisches Wahlgesetz für einen Landtag von Hessen-Homburg. Ähnliche Bitten kamen auch aus Friedrichsdorf und anderen Landgemeinden. In seiner Antwort erklärte der Landgraf eine landständische Verfassung erlassen zu wollen, setzte aber keine Maßnahmen um. Auf eine erneute Anfrage 1844 verwies der Landgraf auf die Schwierigkeiten einer Verfassung für einen so kleinen Staat aus zwei Landesteilen, Homburg und Meisenheim, und verblieb ansonsten weiter passiv.
Erst im Rahmen der Märzrevolution wurde Landgraf Gustav unter dem Druck der Bevölkerung tätig und beauftragte im März 1848 Heinrich Karl Jaup mit der Erarbeitung eines Verfassungsentwurfs. Dieser wurde am 20. Februar 1849 im Regierungsblatt veröffentlicht, gleichzeitig wurde der Landtag zu seiner Beratung einberufen. Der Landtag tagte vom 12. April bis zum 11. Mai 1849 und erneut vom 26. November 1849 und beschloss unter anderem die Verfassung. Sie wurde im Landtagsabschied vom 28. Dezember 1849 aufgeführt und am 3. Januar 1850 vom Landgrafen unterzeichnet und im Regierungsblatt veröffentlicht.
Ende September 1850 fand die Wahl zum ersten ordentlichen Landtag nach dieser Verfassung statt. Die 16 Mitglieder wurden am 1. Mai 1851 zum Landtag einberufen. Einige Tage später wurde der Landtag bereits wieder ausgesetzt, ohne dass er Wirkung hätte haben können.
Am 20. April 1852 wurde durch landgräflichen Erlass die Verfassung von Landgraf Ferdinand außer Kraft gesetzt.

## Inhalt
Die Verfassung bestand aus 52 Artikeln, die sich in sechs Abschnitte gliederten:
1. Von dem Landgrafentum und seiner Regierung im Allgemeinen
2. Von der Landesversammlung
3. Vom Staatshaushalt
4. Vom Inländer- und Staatsbürgerrecht
5. Grundlagen der Gesetzgebung des Landgrafentums
6. Von der Gewähr der Verfassung

Im Abschnitt fünf findet sich ein Grundrechtekatalog, der unter anderem folgende Punkte enthält: Gleichheit vor dem Gesetz, persönliche Freiheit, Unverletzlichkeit der Wohnung, Gewähr des gesetzlichen Richters, Unverletzlichkeit des Eigentums, Auswanderungsrecht, Glaubens- und Gewissensfreiheit, Zivilehe, staatliche Schulaufsicht, Presse-, Versammlungs- und Vereinigungsfreiheit, Petitionsrecht, richterliche Unabhängigkeit, Öffentlichkeitsprinzip, Zehntablösung und gemeindliche Selbstverwaltung.